# Кудрицький Анатолій Вікторович
Анато́лій Ві́кторович Кудри́цький (5 вересня 1936, Київ — 17 жовтня 1997, Київ) — дослідник історії України 20 століття, видавець, кандидат історичних наук (1967), Заслужений працівник культури України (1996).

## Біографічні відомості
Анатолій Вікторович Кудрицький народився 5 вересня 1936 року в Києві.

Вручення нагороди «Ветеран праці» Анатолієві Кудрицькому, 1983 рік

1958 року закінчив Київський університет. У 1958—1965 та 1976—1989 роках працював у Головній редакції УРЕ. У 1989—1997 роках — директор видавництва «Українська енциклопедія».
Кандидатська дисертація: «Трудящі Радянської України у антифашистському русі опору народів Західної Європи (Франція, Бельгія, Італія) 1942—1945 рр.».
Автор, укладач і відповідальний редактор низки видань, зокрема, відповідальний редактор другого 12-томного видання «Української радянської енциклопедії» (1977—1985), тритомного «Українського радянського енциклопедичного словника» (1986—1987), енциклопедичного довідника «Київ» (1980), енциклопедичного довідника «Чернігівщина» (1990), енциклопедичного довідника «Полтавщина» (1992), біографічного довідника «Мистецтво України» (1997).

Могила Анатолія Кудрицького

Помер на 62-му році життя 17 жовтня 1997 року в Києві. Похований на Байковому кладовищі (ділянка № 49а, 50°24′59.2″ пн. ш. 30°30′5.4″ сх. д. / 50.416444° пн. ш. 30.501500° сх. д.).

## Вшанування пам'яті
Іменем Анатолія Кудрицького у 2024 році названий провулок в Києві.